# Cock Robin
A Cock Robin 1982-ben alapított amerikai pop-rock és new wave együttes, akik főként a kontinentális Európában értek el sikereket. Leghíresebb daluk az 1984-es "The Promise You Made". Az együttest Peter Kingsbery énekes-dalszerző alapította. A zenekar 1990-ben feloszlott, de 2006-ban ismét összeállt.

## Tagok
- Peter Kingsbery – ének, billentyűs hangszerek, gitár/basszusgitár
- Coralie Vuillemin – ének, billentyűs- és ütőhangszerek
- Didier Strub – dobok, háttérvokál

### Korábbi tagok
- Anna LaCazio – ének
- Clive Wright – gitár
- Lou Molino III – dobok

## Diszkográfia

### Stúdióalbumok
- Cock Robin (1985)
- After Here Through Midland (1987)
- First Love / Last Rites (1989)
- I Don't Want to Save the World (2006)
- Songs from a Bell Tower (2010)
- Chinese Driver (2016)
- Homo Alien (2021)